# Javelin (ПЗРК)
Джавелін (англ. Javelin, ['ʤʌvlɪn], «дротик» — первісна назва — Blowpipe 2 як другої моделі однойменного комплексу) — британський переносний зенітно-ракетний комплекс, призначений для ураження вертольотів, літаків та інших засобів повітряного нападу противника, що здійснюють польоти на малих і гранично малих висотах. Може бути використаний для знищення наземних цілей на відстані до 3 кілометрів.

## Конструкція
Комплекс розроблений на базі ПЗРК «Blowpipe», однак для наведення ракети на ціль, на відміну від свого попередника, використовує систему управління з напівавтоматичною радіокомандною системою наведення по лінії візування цілі (англ. Semi-automatic command to line of sight, SACLOS).
Розробники ПЗРК «Джавелін» відмовились від поширеної на той час інфрачервоної головки самонаведення та обрали набагато надійнішу, на їхню думку, напівавтоматичну радіокомандну систему самонаведення.
Під час запуску ракети оператор повинен постійно стежити за рухом цілі за допомогою свого оптичного прицілу, поєднуючи прицільну мітку прицілу з ціллю. При цьому електроніка, що входить до пускового блоку, виробляє команди для маневрування ракетою, чим забезпечує ураження цілі. Новий прицільний пристрій значно спростив роботу навідника (за рахунок досконалішої системи наведення, що втілила нові досягнення в області мікропроцесорної техніки обробки відеоінформації).
Прицільні пристрої (універсальний приціл) комплексів «Джавелін» та «Блоупайп» є взаємозамінними. Крім того, можливість використання пускового механізму «Блоупайп» для стрільби ракетами «Джавелін» істотно знижує, порівняно з системою «Блоупайп», витрати часу на підготовку операторів ПЗРК.
ПЗРК «Джавелін» оснащений також потужнішою бойовою частиною та маршевим двигуном, що забезпечує комплексу підвищену, порівняно з попередником, дальність дії. Замість фугасної бойової частини (як у комплексі «Блоупайп»), у комплексі «Джавелін» застосовується осколочно-фугасна бойова частина.
За різними оцінками, вироблено від 10 226 до понад 16 000 ракет, включно з дослідними прототипами. Середнє співвідношення кількості ракет до пускових установок становить від 5 до 10 ракет на одну пускову установку (тобто було вироблено від однієї до трьох тисяч ПЗРК).

## Розробка
Ракету розроблено для заміни ПЗРК Blowpipe («Блоупайп»), який виявився значною мірою неефективним під час Фолклендської війни, в ході якої комплекс використовували обидві сторони. З понад 100 запусків Blowpipe на тій війні було зафіксовано лише два влучення: коли британський Harrier GR3 (XZ972) зазнав атаки спецпризначенців аргентинської армії (Commandos Company), і коли аргентинський Aermacchi MB-339 (0766 (4-A-114)) атакували у ході сутички при Гус-Грін.
Систему ППО ближньої дії «Джавелін» розробляли з 1979 року як удосконалену версію ПЗРК «Блоупайп», створену на її базі. Розробку вела ціла низка компаній за контрактом з Міністерством оборони Великобританії. Генеральний підряд дістався північноірландській компанії «Шортс міссайл системз». Дані щодо неї вперше оприлюднені у вересні 1983 року, коли попередні стрільбові випробування вже завершилися. Загальне керівництво програмою робіт здійснювали фахівці Королівського радіолокаційного інституту..

## Виробництво
Виготовлення першої партії «Джавелінів» було завершене 1984 року. У червні 1984 року «Шортс міссайл системз» (надалі — у складі міжнародних корпорацій — франко-британської «Тейлз» та канадсько-британської «Бомбардьє») оголосила про отримання від МО Великобританії другого контракту на виробництво систем «Джавелін» на суму в £35 млн, що збільшило суму «домашніх» і експортних замовлень ПЗРК до 120 мільйонів фунтів стерлінгів.
У середині того ж року цей комплекс обрали ВМС Великої Британії для забезпечення ППО морських суден від нападів із повітря, типу камікадзе, зокрема діючих на Близькому Сході. А в січні 1985 року «Шортс» отримала третій контракт на виготовлення ПЗРК на 25 млн фунтів стерлінгів, внаслідок чого сума контрактів на постачання «Джавелінів» сягнула £160 млн.
У 1986 році під час виставки обладнання британської армії виробник продемонстрував системи «Блоупайп», «Джавелін» та «Старстрик». До середини 1993 року «Джавелін» замінено на ПЗРК «Старберст» як основний і резервний комплекс. «Джавеліни», що залишилися, були зарезервовані для підготовки особового складу підрозділів. Виробництво ракет «Джавелін» завершилося.

## Модифікації

### JavelinS15
S15 або «Удосконалений Джавелін» (англ. Advanced Javelin) із комбінованою перешкодозахищеною системою управління з наведенням лазерним променем, розробку якого компанія-виробник розпочала 1986 року. Для створення S15 використали напрацювання за проєктом «Старстрик». S15 надійшов на озброєння королівської морської піхоти Великої Британії та деяких інших високомобільних компонентів збройних сил.

### Lightweight Multiple Launcher(LML)
LML (англ. Lightweight Multiple Launcher, буквально Полегшена багатоствольна пускова установка) розроблена, щоб забезпечити ПЗРК «Джавелін» можливість обстрілу кількох цілей. Система LML використовує три стандартні пускові труби ракет «Джавелін» і стандартний прицільний наплічний блок як обладнання, що приєднується.
У вільному стані опорну трубу підтримують у вертикальному положенні опори триніжки, що обертаються в ексцентричній опорній втулці. Гвинтові домкрати розташовані між вершиною втулки та опорами триніжки та використовуються для регулювання висоти встановлення ПУ. При розгортанні в окопі опорну втулку можна частково опустити опорною трубою і потім закріпити на відповідній висоті. При цьому одна з опор триніжки звисає вертикально, а інші опори слугують для забезпечення бічної підтримки ПУ.

### Lightweight Multiple Launcher(Vehicle) (LML(V))
Пускову установку LML(V) проєктували для встановлення на броньовану і неброньовану техніку та інші сухопутні засоби забезпечення мобільності, для захисту аеродромних льотних полів та інших важливих споруд і маршрутів постачання від низьковисотних повітряних атак. Вона призначена для встановлення на багато видів бронетранспортерів, зокрема її встановлювали на бронеавтомобіль ППО «Шорленд» (модифікації патрульного бронеавтомобіля тієї ж моделі, на повнопривідному шасі «Дефендер-110»). Може бути встановлена також на неброньовані транспортні засоби, зокрема такі, як HMMWV збройних сил США.
Погон пускової установки розміщується над отвором штатного люка та оснащений власною, інтегрованою в конструкцію, кришкою люка та перископічним приладом спостереження для контролю повітряної обстановки при закритому люці. На погоні є штифт для кріплення автомобільного варіанта шарніра горизонтального наведення. Поворот ПУ щодо погону може становити ±40º. Шість ракет ПЗРК «Джавелін» або «Блоупайп» у пускових трубах зберігають у стійках по обидва боки задньої частини бронеавтомобіля S53, прицільний вузол під час транспортування поміщають між стійками зберігання ракет.
Погон LML(V) оснащено руків'ям та фрикційним гальмом, що дає змогу навідникові повертати ПУ, наводячи її у напрямку цілі, а потім супроводжувати ціль у польоті.

### Lightweight Multiple Launcher(Naval) (LML(N)
Корабельний зенітний ракетний комплекс ближнього радіусу дії LML(N) використовують для ешелонування протиповітряної оборони корабля. Призначений для застосування у другому ешелоні, у поєднанні з далекобійнішими бортовими засобами ППО, після проходження повітряними цілями першого ешелону оборони, а також для знищення засобів повітряного нападу противника, що раптово з'являються на горизонті (у випадку дій поблизу берегової лінії або в портах, на переправах, річках тощо), там, де далекобійні засоби ППО малоефективні через умови місцевості, що забезпечують засобам повітряного нападу противника можливість непомітного підльоту до корабля.

## Тактико-технічні характеристики
За даними британського довідника «Джейнс» ПЗРК "Javelin" має такі тактико-технічні характеристики:
- Довжина ракети: 139 см
- Діаметр ракети: 76 мм
- Розмах крил: 275 мм
- Маса:
  - прицільного блоку: 8,9 кг
  - ракети у пускових трубах: 15,4 кг
  - ракети: 12,7 кг
  - бойової частини: 2,74 кг
  - вибухової речовини: 0,6 кг
  - ракети у контейнері для польових умов: 19 кг
  - ракети у транспортному контейнері: 43 кг
  - ПУ LML: 32 кг
  - ПУ LML із 3 ракетами: 77 кг
- Рушійна установка: 2-ступінчастий РДТП
- Максимальна швидкість ракети: 435 м/с
- Ефективна дальність ураження:
  - проти реактивних літальних апаратів: 300-4500 м
  - проти гелікоптерів: 300-5500 м
- Ефективна висота цілей, що вражаються: 10—3000 м
- Система управління: радіокомандна, напівавтоматична за лінією візування
- Монокулярний приціл:
  - поле зору: 160 тисячних (~10 °)
  - збільшення при: 6х
- Телевізійна камера:
  - широке поле зору: 230×180 тисячних (~14×11°)
  - вузьке поле зору: 36×36 тисячних (~2×2°)
- Бойова частина: осколкова
  - Детонатор: контактний та дистанційний
- Електроживлення:
  - пускової труби: теплова батарея 27,5-35,5 В постійного струму
  - прицільного блоку: змінні батареї 3×12 В

## Оператори

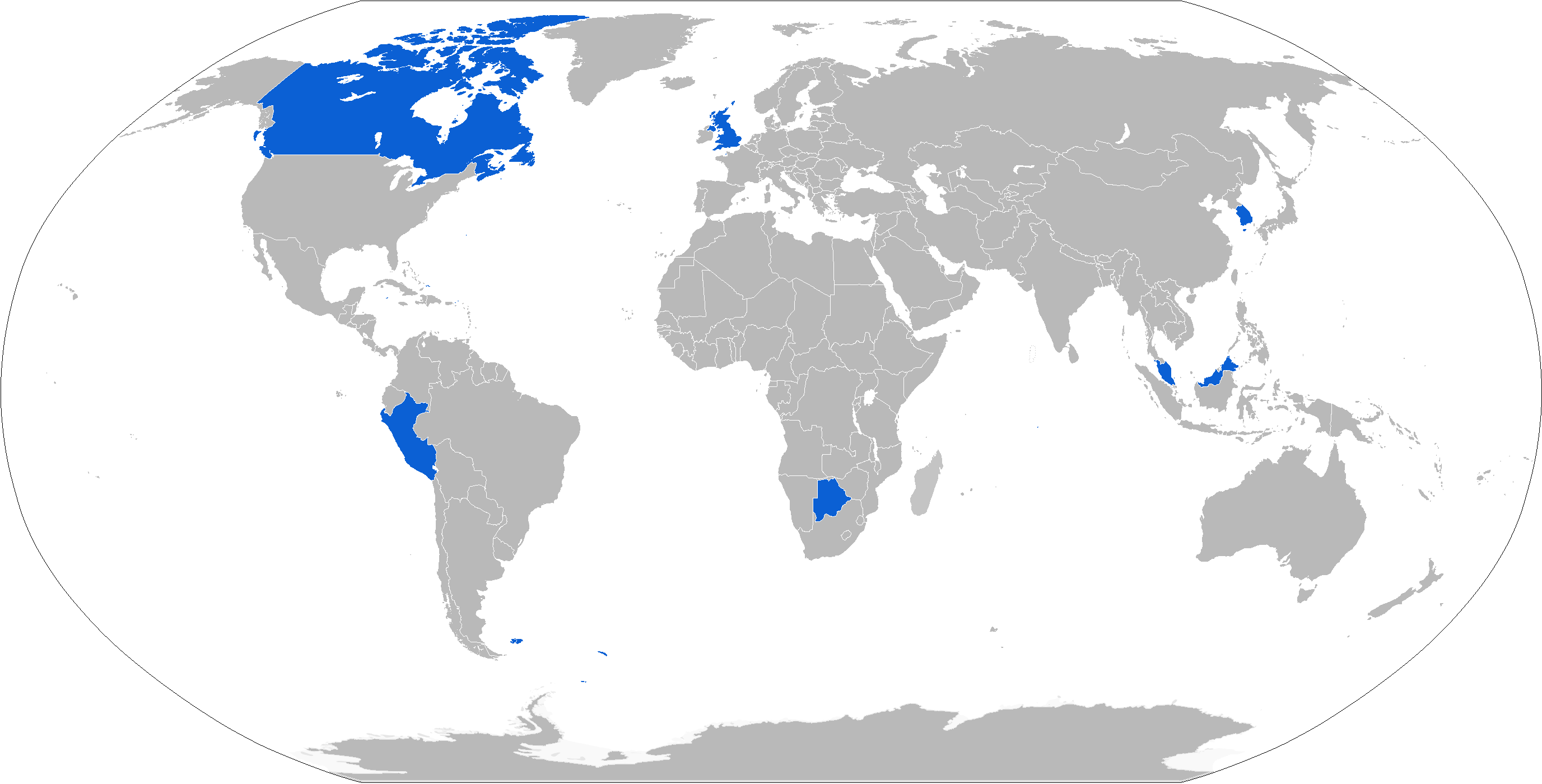
Країни світу, на озброєнні яких є ПЗРК Javelin

- Ботсвана — перше постачання відбулося в 1986 році[4], станом на 2010 рік на озброєнні Сухопутних військ Ботсвани перебували 5 ПЗРК[8]. За даними Стокгольмського інституту дослідження проблем миру, оприлюдненими 14 грудня 2021 року, на озброєнні перебували 25 ПЗРК[9];
- Велика Британія — до середини 1993-го року замінено на ПЗРК «Старберст»[en] як основний[4], а «Джавеліни» зарезервовані для тренування особового складу[10];
- Канада — перше постачання відбулося в 1990 році[4]. Станом на кінець 2021 року на озброєнні перебували 1100 ПЗРК[9];
- Катар — 500 ПЗРК станом на 2014 рік[11];
- Малайзія — станом на кінець 2021 року на озброєнні перебували 60 ПЗРК[9];
- ОАЕ — на озброєнні ППО ВПС ОАЕ станом на 2010 рік[12];
- Оман — перше постачання відбулося в 1984 році[4], станом на 2010 рік у Сухопутних військах Оману та Гвардії Султана 34 ПЗРК[13]. Станом на кінець 2021 року на озброєнні перебували 280 ПЗРК[9];
- Перу — 8 ПУ та 27 ракет поставлено в жовтні 1995 року[4], більше 100 ПЗРК у ВПС Перу станом на 2010[14]. Станом на кінець 2021 року на озброєнні перебували 220 ПЗРК[9];
- Південна Корея — перше постачання відбулося в 1986 році[4], 350 ПЗРК перебували на озброєнні Сухопутних військ станом на 2010 рік[15]. Станом на кінець 2021 року на озброєнні перебували 500 ПЗРК[9];
- Чилі — 12 ПЗРК станом на 2010 рік[16]

## Бойове застосування
За деякими даними, ПЗРК «Джавелін» застосовувалися афганськими моджахедами проти військової авіації Обмеженого контингенту радянських військ в Афганістані та бортів радянської цивільної авіації, що заходили у повітряний простір над Афганістаном під час Афганської війни.

## Оцінка проєкту
На думку представників Thales Air Defence, використання в ПЗРК «Джавелін» радіокомандної системи наведення дає цій системі ряд переваг перед аналогічними, більш поширеними ПЗРК з тепловими головками самонаведення. Основними їх перевагами вважаються: нечутливість до перешкод, створюваних засобами інфрачервоної протидії, можливість впевненого обстрілу цілей на зустрічних курсах та можливість боротьби з цілями, що мають різні типи двигунів.
Мінуси радіокомандної оптичної системи наведення: здатність радіоканалу управління до пошкодження перешкодами, завданими засобами радіоелектронної протидії та залежність точності наведення від наявності перешкод в оптичному діапазоні (дим, туман, опади тощо).
За даними виробників, ефективність системи ближньої ППО «Джавелін», продемонстрована під час табірних зборів британської армії з проведення навчальних бойових стрільб, була така, що проведення як мінімум одного зі зборів довелося відкласти через відсутність мішеней, знищених попередніми підрозділами, що тренуються. Один з навідників 10-ї батареї ППО (Ассайє) мав у 1985 році 100 % коефіцієнт влучення, коли було уражено 8 мішеней типу Skeet з 8-ми запущених.